# Klášter marianistů (Litoměřice)
Klášter marianistů existoval v Litoměřicích v letech 1903–1905.

## Historie
Řeholní společnost marianistů převzala roku 1903 po kongregaci školských bratří v Litoměřicích studentský konvikt Johanneum. Tento studentský ústav byl založený v Litoměřicích v roce 1894 spirituálem kněžského semináře a pozdějším kanovníkem litoměřické kapituly Josefem Kovářem. Marianisté však působili v Litoměřicích jen do roku 1905.